# Scott Derrickson
Scott Derrickson, född 16 juli 1966 i Denver, Colorado, är en amerikansk manusförfattare, filmproducent och filmregissör.

## Filmografi (i urval)
- 1995 – Love in the Ruins (manus, regi och produktion)
- 2000 – Mördande legender 2 (manus)
- 2000 – Hellraiser 5: Inferno (manus och regi)
- 2004 – Land of Plenty (manus)
- 2005 – Besatt (manus och regi)
- 2008 – The Day the Earth Stood Still (manus och regi)
- 2012 – Sinister (manus och regi)
- 2013 – Devil's Knot (manus)
- 2014 – Deliver Us from Evil (manus och regi)
- 2015 – Sinister 2 (manus)
- 2016 – Doctor Strange (manus och regi)
- 2021 – The Black Phone
- 2022 – Doctor Strange in the Multiverse of Madness (produktion)